# Espermatogoni

Epiteli germinal d'un testicle. 1 làmina basal, 2 espermatogonis, 3 espermatòcit de 1r ordre, 4 espermatòcit de 2n ordre, 5 espermàtid, 6 espermàtid madur, 7 cèl·lula de Sertoli, 8 unió estreta

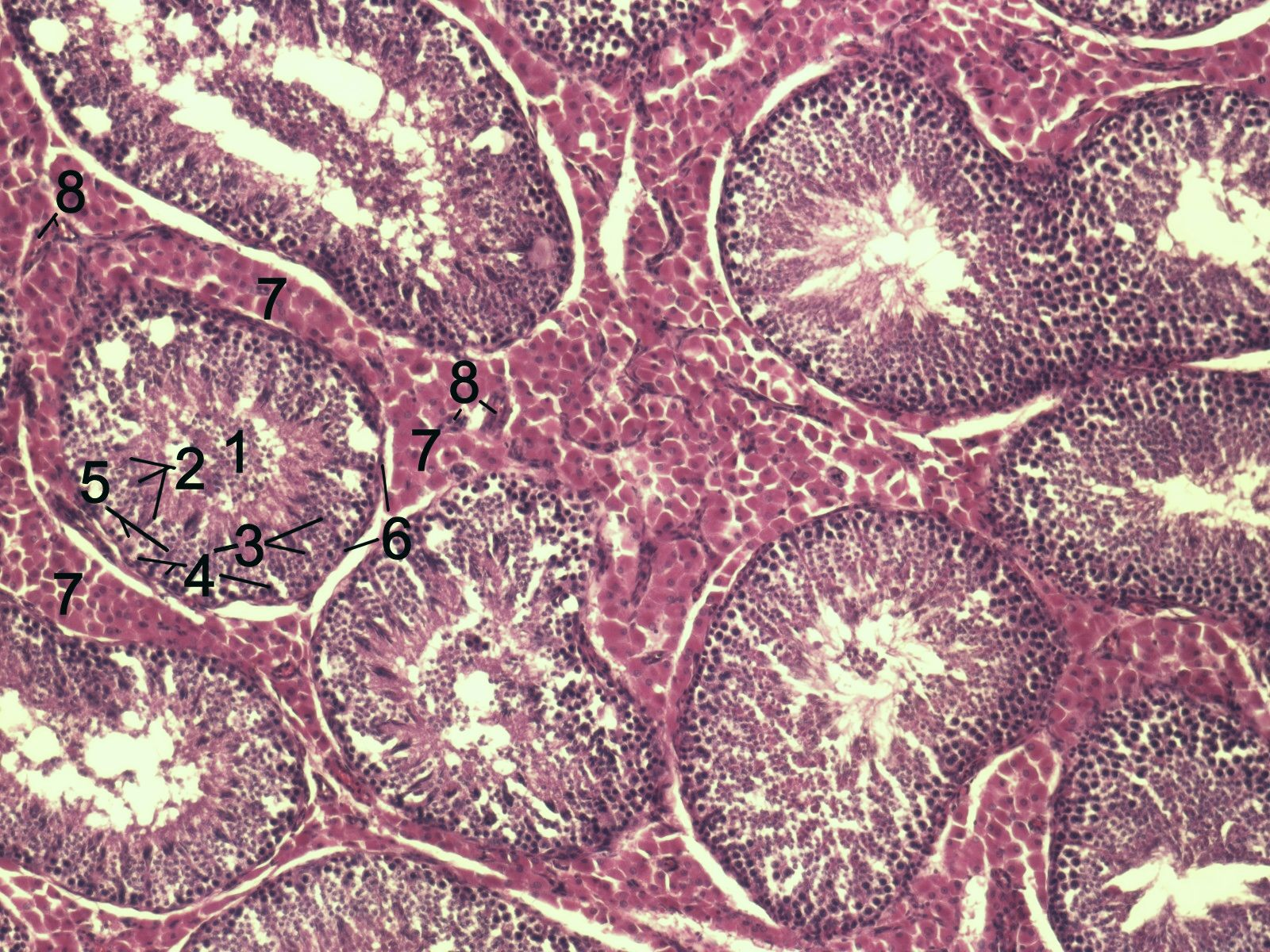
Secció histològica del parènquima testicular d'un senglar. 1 Lumen del Tubulus seminiferus contortus, 2 sepermàtids, 3 espermatòcits, 4 espermatogonis, 5 Cèl·lula de Sertoli, 6 Miofibroblasts, 7 Cèl·lula de Leydig, 8 capil·lars

L'espermatogoni (en llatí i en anglès: spermatogonium, plural: spermatogonia) és un gametogoni mascle intermediari en la producció dels espermatozous.
N'hi ha tres subtipus:
- Tipus A(d), cèl·lules amb nucli fosc. Aquestes cèl·lules es multipliquen per assegurar un subministrament constant d'espermatogonis per a l'espermatogènesi.

- Tipus A(p), cèl·lules amb nucli pàl·lid. Es divideixen per mitosi per produir cèl·lules del tipus B.
- Tipus B, cèl·lules que es divideixen per donar lloc a espermatòcits primaris.

Cada espermatòcit primari duplica el seu ADN i experimenta la meiosi I per produir dos espermatòcits secundaris haploides. Cadascun dels dos espermatòcits secundaris després passarà per la meiosi II i produirà dos espermàtids (haploide). (1 espermatòcit primari ⇒ 4espermàtids)
Els espermàtids aleshores experimenten l'espermiogènesi per produir espermatozous.

## Imatges addicionals

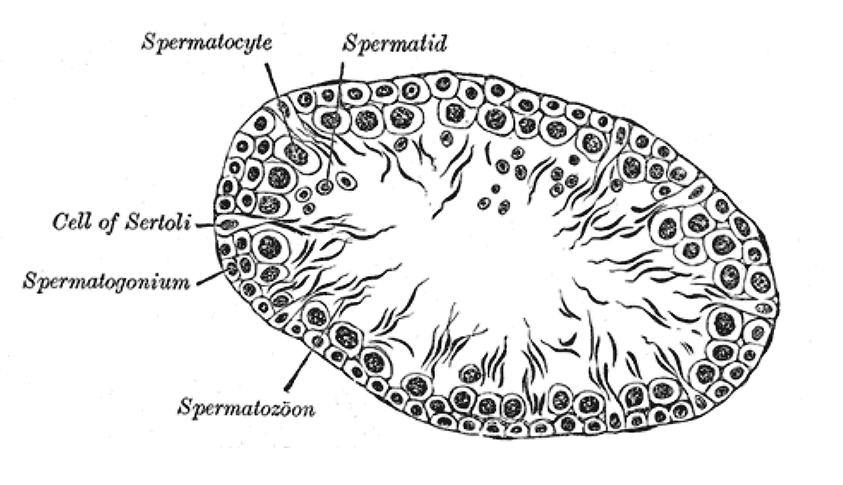
Secció transversal del túbul del testicle d'una rata. X 250.
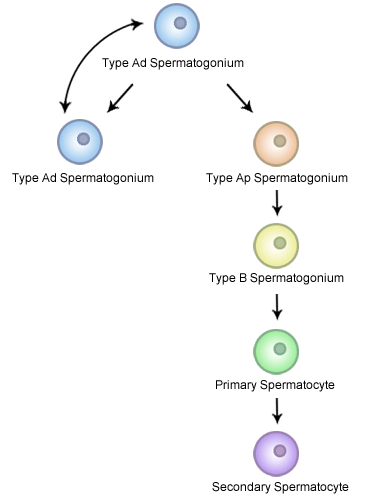
Diagrama esquemàtic de l'espermatocitogènesi

## Font
De Biology Online.